# 鈴木伯
鈴木 伯（すずき はく、1981年9月18日 - ）は、北海道名寄市出身のスノーボード選手。北海道名寄高等学校卒業。
毎年、東京ドームで行われるビッグエアコンテスト「X-TRAIL JAM」での活躍でその名を広める。
CAB9（キャブナイン）は彼の代名詞とも言えるトリック。
その伝家の宝刀、CAB9によってX-TRAIL JAMのストレートジャンプコンテストにおいて2001年（第2回）～2003年（第4回）にかけて3年連続2位の成績をあげた。2004年以降は、怪我の影響等でその実力を十分に発揮出来ずにスーパーファイナルに進めない状況が続いている。
2005年においてはトリックにロデオ5等を取り入れてバリエーションを増やす試みも行っている。